# Bhidea
Bhidea  Stapf ex Bor é um género botânico pertencente à família Poaceae, subfamília Panicoideae, tribo Andropogoneae.
As espécies deste gênero ocorrem nas regiões tropicais da Ásia.

## Espécies
- Bhidea borii U.R.Deshpande V.Prakash & N.P.Singh
- Bhidea burnsiana Bor
- Bhidea fischeri P.V.Sreekumar & B.V.Shetty